# Anna Cockrell
Anna Cockrell (født 1997) er en atlet fra USA, der konkurrerer i hækkeløb.
I 2021 deltog hun for USA i 400 meter hækkeløb under sommer-OL 2020 i Tokyo og nåede finalen, men blev diskvalificeret.
Ved OL i 2024 i Paris vandt Cockrell en sølvmedalje i kvindernes 400 meter hækkeløb. Hun blev nummer to efter Sydney McLaughlin-Levrone med en personlig bedste tid på 51.87 sek.